# Mohamed Brahmi
Mohamed Brahmi (Sidi Bouzid, 15 maggio 1955 – Ariana, 25 luglio 2013) è stato un politico tunisino.

## Biografia
Nacque a Sidi Bouzid, capoluogo dell'omonimo governatorato, il 15 maggio 1955. Si è laureato in contabilità presso l'Istituto superiore di gestione dell'Università di Tunisi nel 1982 e dopo la laurea ha insegnato economia per due anni presso un istituto tecnico di Menzel Bourguiba. Successivamente ha lavorato presso l'Ufficio dell'irrigazione e poi come agente immobiliare dal 1985 al 1993.

### Carriera politica
Fu membro di spicco dell'Unione di Studenti Arabi Progressisti fino al 2005, anno in cui fondò il Movimento Nasserista Unionista, un partito clandestino nasserista sotto la dittatura di Zine El-Abidine Ben Ali. Dopo la rivoluzione dei Gelsomini del 2011 fondò il Movimento del Popolo, di cui fu primo segretario generale; il suo partito si unì nel 2013 al Fronte Popolare ma Brahmi rassegnò le proprie dimissioni dalla carica il 7 luglio dello stesso anno, fondando un nuovo partito denominato Corrente Popolare. Alle elezioni parlamentari del 2011 è risultato eletto all'Assemblea costituente tunisina.

### Omicidio

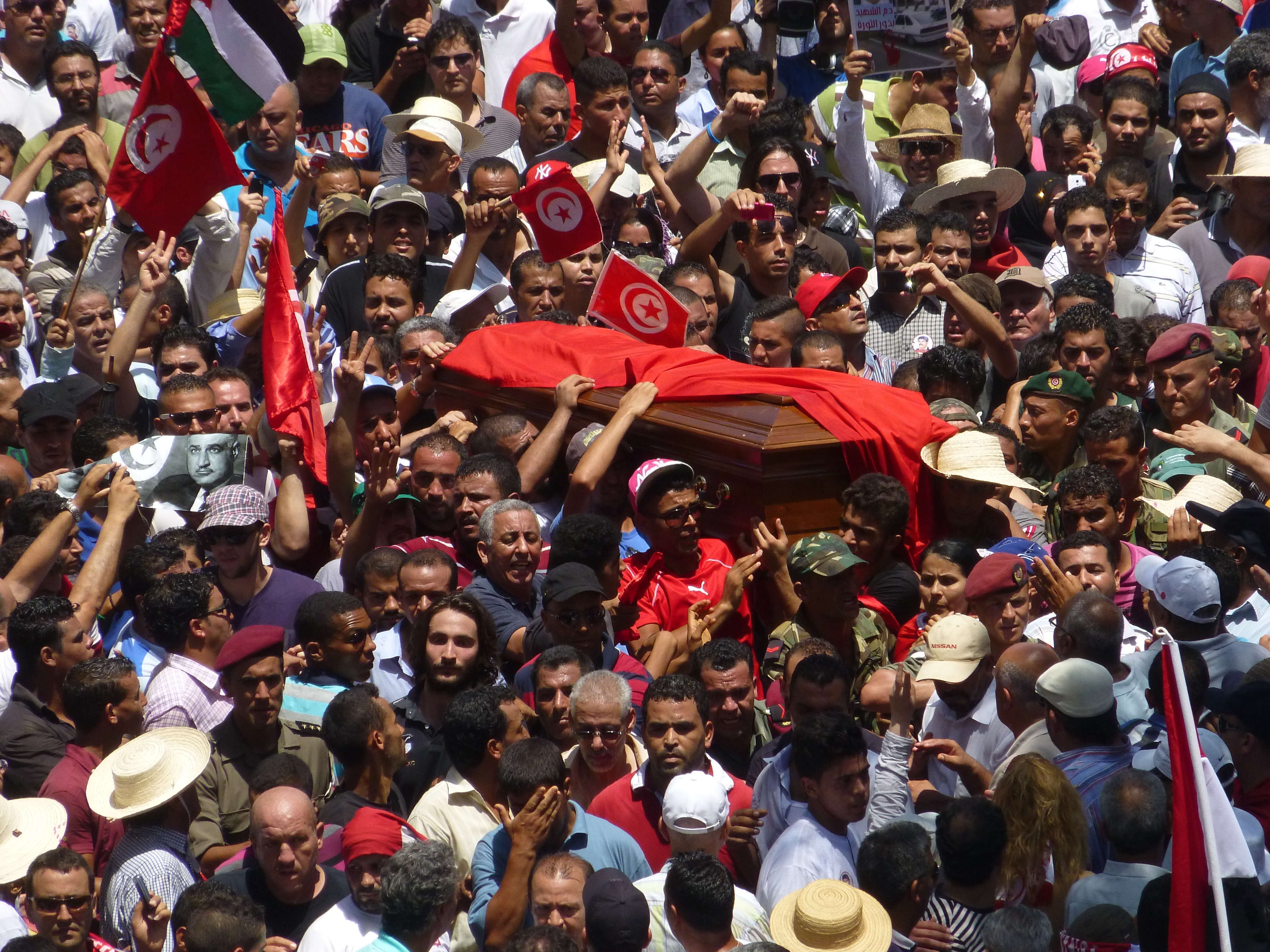
I funerali di Stato di Mohamed Brahmi il 27 luglio 2013.

Il 25 luglio 2013, giorno della Festa della Repubblica, due uomini su una motocicletta gli spararono 14 colpi di pistola fuori dalla sua casa di Ariana di fronte alla moglie e alla figlia; Brahmi morì dopo esser stato portato in ospedale.
Il 27 luglio successivo si tennero i funerali di Stato alla presenza di diverse migliaia di persone che hanno accompagnato il feretro fino al cimitero di Djellaz di Tunisi. Durante la cerimonia si sono registrate proteste a Sidi Bouzid, dove alcuni manifestanti hanno assalito la sezione locale del partito di governo Ennahda, e a Tunisi, dove centinaia di persone si sono ammassate presso la sede del parlamento e del Ministero dell'interno richiedendo lo scioglimento dell'assemblea costituente e le dimissioni del governo, accusato di complicità nell'omicidio; prima dell'inizio della cerimonia un'automobile della polizia è esplosa a Tunisi, senza tuttavia causare morti o feriti. All'indomani delle proteste il Ministro dell'istruzione Salem Labiadh ha rassegnato le sue dimissioni mentre il Primo ministro Ali Laarayedh, intenzionato a rimanere in carica fino allo svolgimento delle successive elezioni presidenziali (inizialmente previste per il dicembre 2013 ma poi posposte a fine 2014) dopo un accordo tra maggioranza e opposizione siglato nell'ottobre 2013, è stato sostituito nel gennaio 2014.
Il suo omicidio ha attirato l'attenzione della comunità internazionale, con condanne da parte di diverse organizzazioni umanitarie, tra cui Amnesty International e Human Rights Watch, stati, tra cui la Svizzera, e dell'Organizzazione delle Nazioni Unite, che tramite il proprio Segretario generale Ban Ki-moon ha invitato a non far naufragare il progetto di transizione democratica in Tunisia.
Il Ministro dell'interno Lotfi Ben Jeddou ha affermato che l'arma utilizzata nell'omicidio di Brahmi, una pistola semiautomatica calibro 9 millimetri, sarebbe stata la stessa utilizzata alcuni mesi prima nell'omicidio di Chokri Belaid, citando come sospettato tra gli esecutori materiali di entrambi gli omicidi Abu Bakr al-Hakim, affiliato all'organizzazione terrorista Ansar al-Shari'a. Successivamente la stampa ha riportato che la Central Intelligence Agency (CIA) statunitense aveva avvertito i servizi segreti tunisini del rischio di un attentato di matrice salafita ai danni di Brahmi. Nel febbraio 2014 la polizia ha arrestato Ahmed Melki, detto Il Somalo, citandolo tra i sospettati coinvolti nell'omicidio.
Nel 2018 la procura di Tunisi ha aperto un'indagine sul partito Ennhada, accusato dal Comitato per la difesa dei martiri Belaid e Brahmi di complicità coi due omicidi politici.

## Vita privata
Era sposato con M'barka Aouainia dalla quale ebbe cinque figli (un maschio e cinque femmine), tra cui Adnan e Sarra.